# بشرى إسماعيل
بشرى إسماعيل (1 ديسمبر 1958 -)، ممثلة عراقية.

## عن حياتها
ولدت في بغداد في 1 ديسمبر 1958. درست التمثيل في أكاديمية الفنون المسرحية في بغداد، وبدأت مسيرتها الفنية في 1980. لها العديد من الأعمال المسرحية والتلفزيونيه ومن اهمها برنامج كاريكاتير الذي يعرض على قناة الشرقية وهو برنامج كوميدي يصدر ظهيرة كل جمعه منذ عام 2004 بطولة وليد حسن جعاز وسعد خليفة وزهير محمد رشيد وبشرى إسماعيل وماجد ياسين وعلي جابر وإخراج الدكتور علي حنون وحقق هذا البرنامج نجاحاً باهراً في فترة قياسية.

## أعمالها

### من المسرحيات
- 1-	حسين ارخيص - تاليف طارق عبد الواحد إخراج محسن العلي عام 1982
- 2-	البرقية – تاليف خالد الدوري إخراج محسن العزاوي 1983
- 3-	يونس السبعاوي تاليف طارق عبد الواحد إخراج محسن العلي 1984
- 4-	جذور الحب تاليف إبراهيم البصري واخراج محسن العزاوي
- 5-	ام خليل تاليف خالد الدوري واخراج محسن العلي
- 6-	المطحنة تاليف عبد الأمير شمخي واخراج محسن العلي
- 7-	بيت وخمس بيبان تاليف فاروق محمد واخراج محسن العلي
- 8-	اطراف المدينة تاليف عبد الأمير شمخي واخراج محسن العلي
- 9-	مقامات أبو سمرة اعداد واخراج محسن العلي
- 10-	السوق تاليف عبد الوهاب عبد الرحمن واخراج محسن العلي
- 11-	تالي الليل اعداد عواطف نعيم واخراج محسن العلي
- 12-	سيدتي الجميلة اعداد محمود أبو العباس واخراج محسن العلي

#### المرحلة الثانية
1. هجرس تاليف سعد هدابي إخراج خضير الساري
2. تداعيات الاصابع الخمس تاليف واخراج خضير الساري
3. الليلة الثانية بعد الألف تاليف ممدوح عدوان واخراج محسن العلي
4. الرأس تاليف عادل كاظم واخراج محسن العلي
5. البساط السحري تاليف علي مزاحم عباس واخراج علي رضا 2004 مسرح طفل
6. رؤى كلكامش اعداد واخراج فتحي زين العابدين 2004
7. احدب نيو تردام اعداد واخراج كريم جثير 2005
8. وداعا كودو تاليف صومائيل بيكيت واخراج حاتم عودة 2005
9. نساء في الحرب تاليف جواد الاسدي واخراج كاظم النصار 2005
10. رومولوس تاليف فردريش دورينمات واخراج حاتم عودة 2006
11. صدى تاليف مجيد حميد واخراج حاتم عودة 2007

### الأعمال تلفزيزنية
شاركت في أعمال تلفزيونية كثيرة اهمها:
- مسلسل مناوي باشا جزئين
- الحواسم
- الرحيل
- الطاسة والحمام
- بائع الورد
- أمطار النار
- كاريكاتير

### الجوائز والشهادات التقديرية والتكريمات
- 1 - جائزة أفضل ممثلة في مهرجان القاهرة الدولي للمسرح التجريبي / الدورة 21 في 2009.[2]
- 2 - كرمت في يوم المسرح العالمي 2008 / 2009
- 3 - كرمتها في يوم تاسيس الفرقة القومية للتمثيل 2008
- 3 - كرمت لمتين متتاليتين من مؤسسة الرؤية كأفضل ممثلة
- 4 - كرمت من قبل الحزب الشيوعي العراقي كأفضل ممثلة
- 5 - كرمت من قبل جمعية دعم الثقافة والفنون كأفضل ممثلة
- 6 - كرمت من قبل مؤسسة عيون الثقافية كأفضل ممثلة
- 7 - كرمت من قبل مجلس صفية السهيل الثقافي كأفضل ممثلة
- 8 - كرمت من قبل جريدة العراق اليوم كأفضل ممثلة لاستفتاء عام 2009